# Nodo prusik

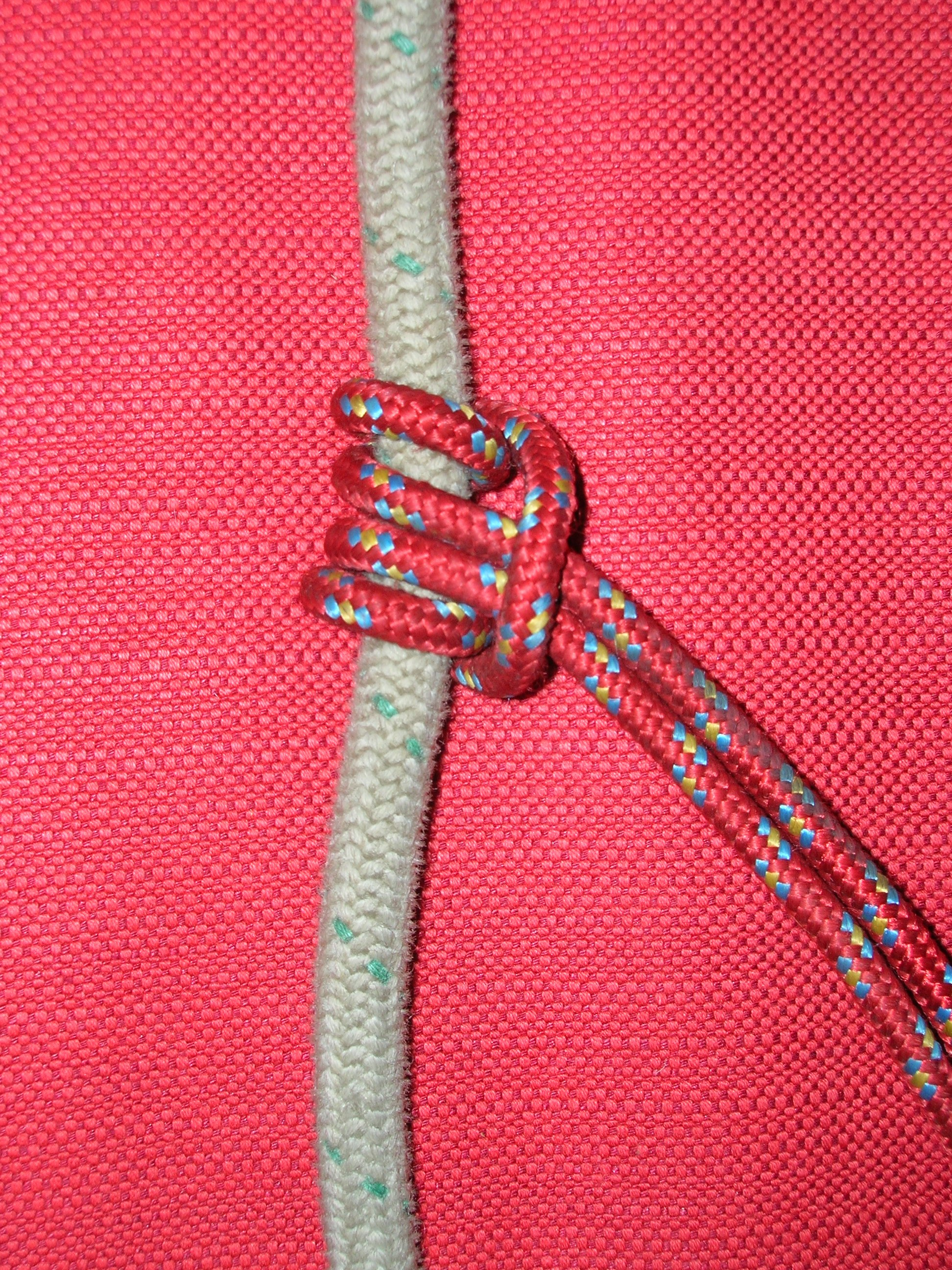
Nodo prusik

Il nodo prusik, che appartiene alla categoria dei nodi "autobloccanti" (come il nodo machard), è molto utilizzato soprattutto in campo arrampicatorio e alpinistico. La prerogativa di questa tipologia di nodi è quella di entrare in funzione automaticamente quando siano messi in tensione o sotto carico. Il prusik, in particolare, ha la caratteristica di essere un bloccante "bidirezionale", ossia di svolgere la propria funzione sia che venga sollecitato verso l'alto, sia verso il basso.
Viene solitamente utilizzato insieme a uno o più moschettoni a ghiera.

## Utilizzo e funzionamento
Il nodo prusik, se correttamente eseguito, ha la caratteristica di poter "scivolare" lungo la corda sulla quale è montato, fintanto che non venga sottoposto a forte trazione. Nel caso il nodo venga sottoposto a un carico (per esempio il corpo di un arrampicatore o alpinista che vi si appende), le sue spire si stringono (e tanto maggiore è il carico, tanto più si stringono) e bloccano il nodo in posizione. Il nodo prusik può dunque essere utilizzato come bloccante per risalire una corda, oppure per vincolarla temporaneamente ad un punto di ancoraggio. Viene altresì utilizzato in alcune manovre di auto-soccorso della cordata (sia su roccia, sia su ghiaccio) e, sebbene sia da preferirgli il nodo machard, anche come auto-assicurazione durante le discese in corda doppia. 
Per un suo funzionamento ottimale il nodo prusik dovrebbe essere effettuato con un cordino di diametro notevolmente inferiore rispetto a quello della corda su cui viene eseguito, poiché il principio del suo funzionamento si basa sull'attrito tra cordino e corda: infatti, tanto più simili sono i diametri delle due corde, tanto maggiore risulterà il numero delle spire necessarie a far funzionare correttamente il nodo; ma la gestione, lo scorrimento e lo sbloccaggio di un nodo con un numero eccessivo di spire sono molto più difficoltosi.

## Esecuzione
Il nodo prusik può essere eseguito sostanzialmente in due modi. In modo "classico" , disponendo di un anello di cordino chiuso; in modo "infilato", disponendo di un ramo di cordino aperto. La realizzazione del nodo in quest'ultima modalità può risultare piuttosto complicata e richiede una buona manualità e una certa esperienza. Viceversa, con l'esecuzione classica ci troviamo di fronte a uno dei pochi nodi arrampicatori e alpinistici facilmente eseguibili (con un minimo di esperienza) anche con una sola mano.